# Fontes aquarum
Fontes aquarum es una expresión latina que literalmente significa "los manantiales de las aguas". La frase está tomada del Salmo XLI, que se emplea en sentido figurado, para denotar un manantial abundante, una fuente en donde suelen beber los ingenios faltos de originalidad y de fuerza; y así se dice del Diccionario de la rima, donde procuran remediar los malos poetas su falta de inspiración, que es su Fons aquarum.
- El contenido de este artículo incorpora material del tomo 24 de la Enciclopedia Universal Ilustrada Europeo-Americana (Espasa), cuya publicación fue anterior a 1945, por lo que se encuentra en el dominio público.

- Datos: Q5863663